# Siegfried Holding
Siegfried Holding AG és una empresa suissa especialitzada en la fabricació per contracte de productes farmacèutics (CDMO en anglès). El 2021 disposava d'11 centres de producció en tres continents amb 3.500 empleats. Cotitza a la SIX Swiss Exchange.
Va ser fundada el 1873 pel farmacèutic Samuel Benoni Siegfried amb 12 empleats pel subministrament a farmàcies. Des del 1903 l'empresa va ser dirigida pels seus fills Kurt Siegfried i Paul Albrecht Siegfried (1880-1953). El 1904 la companyia es va convertir en una societat anònima.
El 2014, va adquirir l'empresa alemanya Hameln Pharma, fabricant de formes de dosificació de líquids estèrils per a la indústria farmacèutica. El 2018, va vendre 800 milions de francs amb 2.300 empleats. El 2021 va tancar la compra de dues fàbriques a Novartis, del Masnou i Barberà del Valles.